# Jan, proboszcz wyszehradzki (zm. 1370)
Jan (ur. ok. 1345; zm. 1370) – proboszcz wyszehradzki.
Jan był nieślubnym synem Jana Henryka Luksemburskiego i nieznanej z imienia matki. Został przeznaczony do kariery duchownej. Niezbędną w tej sytuacji dyspensę na prośbę Jana Henryka Luksemburskiego wystawił 2 grudnia 1357 i 26 lipca 1358 papież Innocenty VI. Jan studiował na uniwersytecie. Otrzymał kanonie w kapitułach w Brnie i Ołomuńcu. W 1368 został proboszczem wyszehradzkim.